# 라보오롱구
라보오롱구(Lavaux-Oron District)는 스위스 보주의 구이다.

## 지리
라보오롱의 면적은 2009년 기준으로 134.54k㎡이다. 이 지역 중 79.92k㎡ (59.4%)가 농업 목적으로 사용되는 반면 31.55k㎡(23.5%)는 산림이다. 나머지 토지 중 21.94k㎡ (16.3%)가 정착지(건물 또는 도로)이고, 1.19k㎡ (0.9%)가 비생산적인 토지이다.

## 인구통계
2020년 12월 기준 라보오롱의 인구는 63,446명이다.
2008년에는 스위스 시민이 419명, 비스위스계 시민이 127명이었고, 같은 기간에 스위스 시민이 463명, 비스위스계 시민이 38명 사망했다. 이민과 이주를 무시하면 스위스 시민의 인구는 44명 감소했고, 외국인 인구는 89명 증가했다. 스위스에서 이주한 스위스 남성은 16명, 여성은 6명이었다. 동시에 다른 나라에서 스위스로 이주한 391명의 비스위스계 남성과 430명의 비스위스계 여성이 있었다. 2008년 전체 스위스 인구 변화(시 경계를 넘는 이동을 포함한 모든 출처에서)는 57명이 증가했고, 비스위스계 인구는 881명이 증가했다. 이는 1.7%의 인구 증가율을 나타낸다.
2009년 현재 라보오롱의 연령 분포는 다음과 같다. 5,811명(인구의 10.5%)이 0~9세, 6,539명(11.8%)이 10~19세이다. 성인 인구 중 5,460명(인구의 9.8%)이 20~29세이다. 7,400명(13.3%)은 30~39세, 9,122명(16.4%)은 40~49세, 7,428명(13.4%)은 50~59세이다. 고령자 분포는 6,693명(인구의 12.06%)이 69세는 70~79세가 4,137명(7.4%), 80~89세가 2,451명(4.4%), 90세 이상이 525명(0.9%)이다.

## 정치
2007년 연방 선거에서 가장 인기 있는 정당은 19.93%의 득표율을 기록한 SVP였다. 다음으로 가장 인기 있는 3개 정당은 SP (18.96%), FDP (16.39%), 녹색당 (15.26%)이었다. 이번 연방 총선에서 총 16,784표가 투표되었고, 투표율은 50.6%였다.

## 교육
2009/2010학년도에 지역 및 학군 학교 시스템에 총 5,846명의 학생이 있었다. 보주 주립 학교 시스템에서는 정치 구역에서 2년간의 의무가 아닌 유아원을 제공한다. 학년도 동안 학군은 총 665명의 어린이에게 유치원 보육을 제공했다. 232명(34.9%)명의 어린이가 유치원에서 보조금을 받았다. 4년 동안 지속된 초등학교 프로그램에는 3,044명의 학생이 있었다. 의무 중등학교 프로그램은 6년 동안 지속되며 해당 학교의 학생은 2,769명이었다. 홈스쿨링을 하거나 다른 학교에 다니는 학생도 33명이었다.

## 코무네
다음과 같은 코뮌으로 구성된다.
| 지자체         | 인구 (2017년 12월 31일) | 면적 km2 |
| -------------- | ----------------------- | -------- |
| 벨몽-쉬르-로잔 | 3,655                   | 2.65     |
| 부르앙라보     | 491                     | 11.6     |
| 셰브르         | 2,255                   | 2.14     |
| Forel (라보)   | 2,083                   | 18.51    |
| Jorat-Mézières | 2,847                   | 11.09    |
| 뤼트리         | 9,986                   | 8.45     |
| Maracon        | 475                     | 4.38     |
| Montpreveyres  | 647                     | 4.10     |
| 오롱           | 5,461                   | 24.62    |
| 포데           | 1,481                   | 0.48     |
| 퓌두           | 2,902                   | 22.89    |
| 퓌이           | 18,160                  | 5.85     |
| 리바           | 352                     | 0.31     |
| 생사포랑       | 395                     | 0.89     |
| Savigny        | 3,348                   | 16.02    |
| Servion        | 1,901                   | 6.32     |
| 전체           | 61,580                  | 134.57   |